# Trilogy
Trilogy este al treilea album de studio al trupei britanice de rock progresiv, Emerson Lake and Palmer lansat în 1972.

## Lista pieselor
.

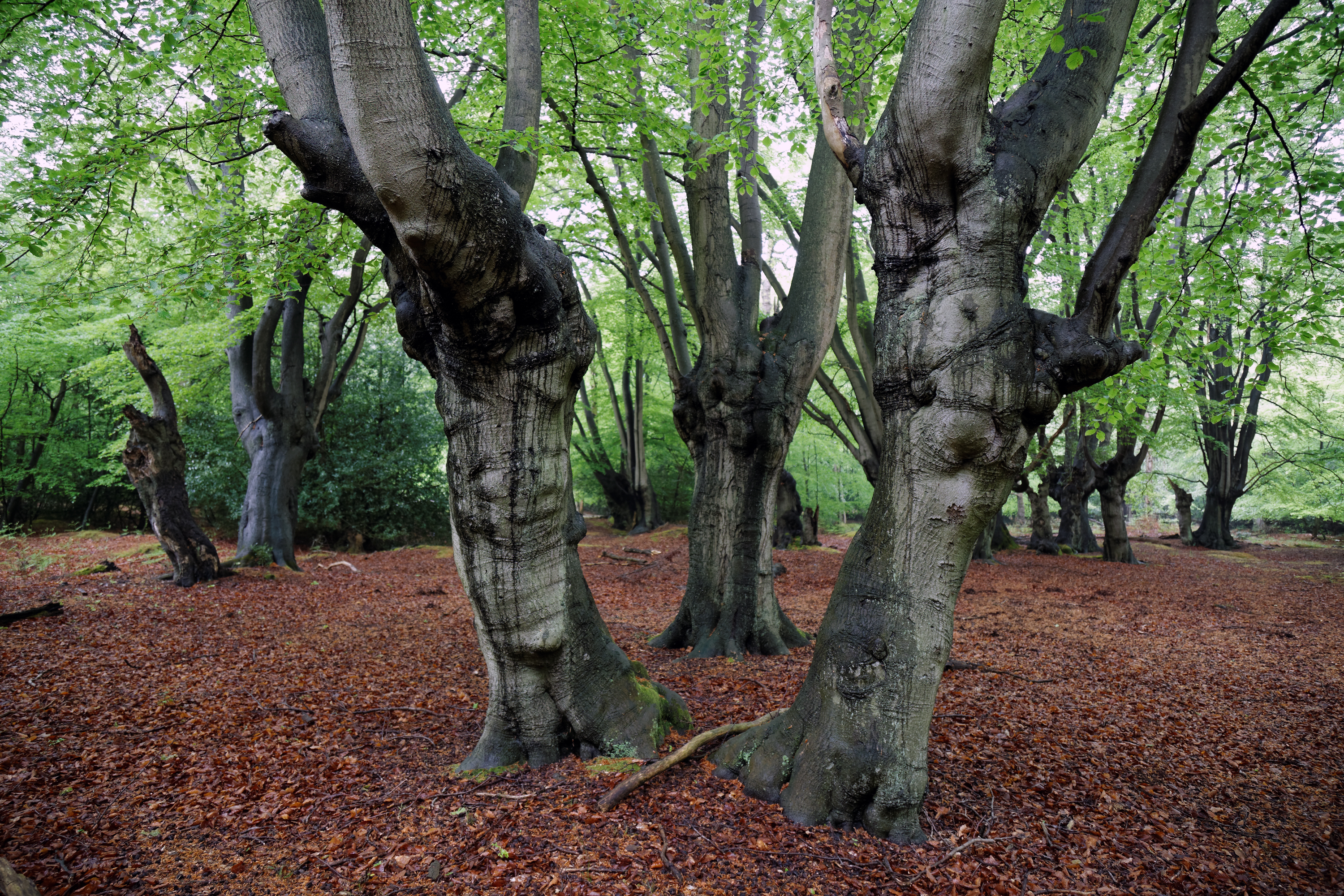
Locul din pădurea Epping Forest unde au fost făcute fotografiile pentru interiorul copertei originale a albumului

1. "The Endless Enigma Part One" (Emerson, Lake) (6:37)
2. "Fugue" (Emerson) (1:57)
3. "The Endless Enigma Part Two" (Emerson, Lake) (2:00)
4. "From The Beginning" (Lake) (4:14)
5. "The Sheriff" (Emerson, Lake) (3:22)
6. "Hoedown" (Copland ) (3:48)
7. "Trilogy" (Emerson, Lake) (8:54)
8. "Living Sin" (Emerson, Lake, Palmer) (3:14)
9. "Abbadon's Bolero" (Emerson) (8:13)

## Single-uri
- "From The Beginning" (1972)
- "Living Sin" (1972)

## Componență
- Greg Lake - voce, chitară electrică și acustică, bas, producător
- Keith Emerson - claviaturi, pian, orgă, sintetizator, zourka
- Carl Palmer - tobe, percuție